# Axel Ahnström

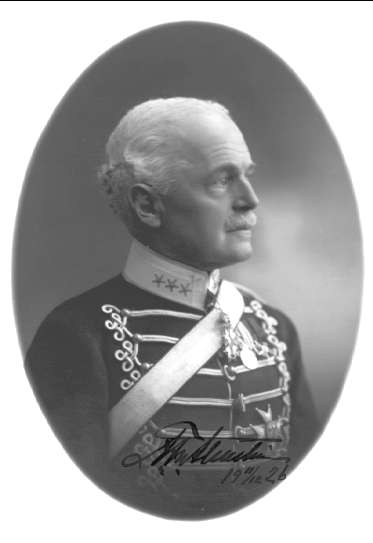
Axel Ahnström.

Axel Fredric Ahnström, född den 11 december 1866 i Finnerödja församling, Skaraborgs län, död den 19 mars 1951 i Stockholm, var en svensk militär.
Ahnström blev underlöjtnant vid Kronprinsens husarregemente 1889 och löjtnant där 1897. Han var lärare vid ridskolan på Strömsholm 1904–1909,  chef för Utnäslöts remontdepå 1909 och chef för kavalleriets officersvolontärsskola i Eksjö 1913–1914. Ahström blev ryttmästare i regementet 1907, vid regementet 1910, major vid Skånska husarregementet 1914, chef för detachementet i Uppsala samma år, överstelöjtnant i armén 1917 och vid Kronprinsens husarregemente 1918. Han befordrades till överste 1919, blev chef för Norrlands dragonregemente samma år och var sekundchef för Livregementets husarer 1922–1926. Ahnström blev riddare av Svärdsorden 1910, kommendör av andra klassen av samma orden 1922 och kommendör av första klassen 1925. Han vilar i en familjegrav på Gamla griftegården i Linköping.